# Razer
Razer USA er en amerikansk producent af tilbehør til computere og spilleudstyr. Firmaet er grundlagt i 1998. Virksomheden har specialiseret sig i fremstilling af computermus og tastaturer, der sælges under navne som Boomslang,Diamondback, Copperhead, Krait, Deathadder og Lachesis. Nogle af firmaets computermus har 12 knapper, hvilket giver mulighed for kontrol og hastighed under afvikling af spil, som eksempelvis World of Warcraft.
Omkring år 2000 ophørte produktionen, men den blev genoptaget i 2004, og produkterne markedsføres nu under navnet Razer USA Ltd.

## Historie
Razer blev grundlagt af en række ingeniører, og firmaet fremstillede en højpræstationsmus kaldet Boomslang, der blev angivet at være den første mus, der håndterede 1000 dpi mod konkurrenternes mellem 200 og 400 dpi. Firmaet sponserede endvidere spillere, hvilket førte til, at firmaet blev kendt i spiller-kredse.
Da IT-boblen brast omkring år 2000, fik firmaet problemer på trods af, at det ikke var et egentlig IT-firma. Produktudviklingen ophørte, og konkurrenterne vandt markedsandele, bl.a. som følge af introduktionen af optiske mus.
I 2004 vendte firmaet imidlertid tilbage med en optisk mus med 1000 dpi markedsført som Viper ("hugormen"), der kort efter blev fulgt op med en 1600 dpi optisk mus kaldet Diamondback (en anden slangeart), og efterfølgende produkter er blevet opkaldt efter giftslanger eller andre dyr. Diamondback blev rost af kritikerne og modtog GameSpot Hardware Accessory of the Year Award 2004.